# Digamma
La lettera digamma (dal greco antico δίγαμμον o δίγαμμα) o uau/vau, maiuscolo Ϝ, minuscolo ϝ, è una lettera dell'alfabeto greco usata solo nella fase più arcaica, e rimasta esclusivamente con funzione numerale nelle fasi più recenti.
La lettera rappresentava l'approssimante labiovelare sonora /w/. Il suo nome originale è sconosciuto, ma era verosimilmente chiamata ϝαῦ (/waw/). Venne definita in seguito δίγαμμα o δίγαμμον (doppia gamma) a causa del suo aspetto, che ricorda due lettere gamma sovrapposte. È attestata in iscrizioni in greco arcaico e dialettale.
Nel sistema di numerazione greco classico rappresenta il 6. Ad ogni modo, nell'uso moderno e medievale, il numerale è stato normalmente scritto nella forma grafica di una stigma (), che era in origine una legatura di sigma e di tau, oppure veniva usata la sequenza στ o ΣΤ.

## Il fonema /w/ in greco
Il fonema /w/ è ben conservato nel greco miceneo, come attestato nella scrittura lineare B e nelle iscrizioni in greco arcaico che usavano il digamma. È stato inoltre confermato dal nome ittita di Troia, Wilusa, che corrisponde al nome greco Ϝίλιον (*Wìlion).
In seguito scomparve in vari dialetti, già prima del periodo classico. Nel dialetto ionico, /w/ è probabilmente caduto dopo la composizione orale dei poemi epici di Omero e prima della loro messa per iscritto (VII secolo a.C.). Se ne può ricostruire l'antica presenza in molti casi, poiché la sua caduta ha avuto delle conseguenze di tipo metrico. Un esempio è la parola ἄναξ (ànax, "re") già presente nell'Iliade, che all'origine era probabilmente ϝάναξ (corrispondente al *wànaks, scritto wa-na-ku-su, delle tavolette micenee in lineare B). Anche οἶνος (òinos, "vino") era usata nella successione metrica dove ci si sarebbe aspettato una parola che iniziasse in consonante. Altre evidenze insieme ad un'analisi filologica dimostrano che οἶνος era in precedenza ϝοῖνος *wòinos (confronta il lat. vinum (pronuncia antica /winom/) e l'ingl. wine).
In altri dialetti, come il dorico, si è invece mantenuto. L'attuale discendente del dorico, il dialetto zaconico, ne porta ancora traccia sotto forma della consonante /v/: la parola βάννε [ˈvane] "pecora", ad esempio, deriva da ϝαμνός [wamˈnos], che nel dialetto ionico-attico si è invece presto evoluta in ἀμνός.

## Origine fenicia
I popoli greci presero le lettere fenicie nell'VIII secolo a.C. per creare i loro alfabeti (sono esistite numerose versioni dell'alfabeto greco prima che il modello ionico di Mileto s'imponesse ad Atene nel 403 a.C.), e si servirono della lettera  wāw (o wāu) per trascrivere la consonante /w/ ereditata dall'indoeuropeo. Questo fonema si è dimostrato molto debole, in molti dialetti rivestì un'importanza marginale e non si conservò nella lingua dominante (lo ionico-attico, che è diventato la koinè, dando origine al greco moderno). Presente in miceneo, nel greco di Laconia, Beozia e Cipro ed in altre regioni, è assente in ionico, attico e dorico orientale. La scomparsa più o meno graduale di questo fonema nella lingua ha reso inutile l'esistenza di un segno per esprimerlo. La traccia del wāw si è evoluta in modo diverso a seconda degli alfabeti, tra quelli che hanno bisogno di trascrivere il fonema /w/, nonostante venga rappresentato con una forma standardizzata molto vicina ad un F latino, sia come Ϝ (che si rappresenta in minuscolo come ϝ; si ricordi che le minuscole sono apparse molto dopo le maiuscole e che l'esistenza di lettere arcaiche minuscole, sconosciute nelle iscrizioni antiche, è solo un artificio tipografico). Sono state attestate altre forme, ma raramente utilizzate nelle edizioni moderne dei testi greci.
Poiché nell'ordine originale la lettera occupava la sesta posizione, ebbe il valore numerale di 6 (cosa che gli ha permesso di sopravvivere nell'alfabeto). In seguito qualcuno ha creato l'appellativo descrittivo di δίγαμμα dígamma, poiché la forma Ϝ sembra essere composta di due Γ gamma maiuscole che sono state sovrapposte una l'altra. La stessa lettera fenicia  veniva usata per trascrivere il fonema vocalico /u/, in seguito pronunciato [y] (u francese o ü tedesca) nel dialetto ionico-attico, adottando più segni differenti dal primo, tra i quali hypsilon Υ (che si è affermata) e V (che non è rimasta nel modello standard dello ionico ma è stata trasmessa attraverso l'alfabeto etrusco ai Romani). In pratica, il digamma greco è solo il riflesso consonantico del wāw fenicio, lettera che ha dato anche, come versione vocalica, Υ.

## Scomparsa della lettera
Dopo l'adozione, da parte degli ateniesi dell'alfabeto di modello ionico, modello divenuto in seguito, a causa della potenza militare, finanziaria ed intellettuale della città, quello di tutta la Grecia, il digamma cadde più o meno rapidamente in disuso (a seconda delle regioni; il II secolo a.C. costituisce una data incerta ma probabile): nella versione ionica (e quindi in quella attica), il fonema /w/ non veniva più espresso, e un segno per esprimerlo diventò completamente inutile. In questo modo non si trova più traccia del digamma nell'alfabeto attuale, già a partire dall'alfabeto classico della koinè ateniese.
La scomparsa del digamma ebbe diverse conseguenze:
- all'inizio della parola cade o senza lasciare traccia (caso più frequente) o determinando l'assunzione dell'aspirazione da parte della vocale:

ϝέπος (beotico, dorico) > ἔπος ‘parola, verso’
*ϝιστωρ > ἵστωρ ‘testimone’, lett. ‘colui che vede’ (dal tema *ϝιδ-/ϝειδ-/ϝοιδ- che ha dato, fra gli altri, il verbo latino video)
- dopo una vocale si vocalizza dando luogo ai dittonghi ᾰυ/ᾱυ, ευ/ηυ, ου/ωυ:

*βασιλεϝς > βασιλεύς ‘re’
*βοϝς > βοῦς ‘bue’ (cfr. latino bovis)
- in posizione intervocalica cade per lo più senza lasciare traccia:

*πλεϝω > πλέω
- nei gruppi consonantici τϝ e σϝ:
  - τϝ > σ (inizio di parola) oppure σσ (in corpo di parola):

*τϝος > σός ‘tuo’ (cfr. latino tuos, evoluto in tuus dopo il I secolo d.C.)
*τετϝαρες > τέσσαρες ‘quattro’
- σϝ > hϝ > aspirazione:

*σϝᾱδυς > *ἁδυς > ἡδύς ‘dolce’ (dal tema *σϝαδ-, che ha dato anche suadeo e suavis al latino)

## Importanza nello studio epigrafico e filologico
La consonante /w/ (la lettera veniva pronunciata oltre che come /w/, anche come /β/ o come /v/ per rinforzamento articolatorio) era frequente in vari dialetti greci antichi e quindi nella loro scrittura (la lettera era presente nell'alfabeto di Creta, di Corcira, della Beozia, di Corinto, della Laconia, dell'Elide e dell'Arcadia) e perciò è necessario, nella trascrizione delle iscrizioni epigrafiche o dei testi letterari, disporre di un carattere specifico. D'altra parte, la linguistica comparata delle lingue indoeuropee e lo studio diacronico della lingua greca richiede un tale carattere, e lo si può trovare frequentemente in testi didattici o in edizioni universitarie di testi non ionico-attici.
Esempi:
- in epigrafia: ϜΑΡΓΟΝ wargon (eleo), ϜΟΙΚΟΣ woikos (tessalico), ϜΕϞΟΝΤΑΣ wekontas (locrese), ΒΟϜΑ (panfilico) ;
- in Alceo da Mitilene, che scriveva in lesbico (dialetto eolico asiatico): ϝρῆξις wrḕxis «strappo» (in ionico-attico ῥῆξις rhḕxis); lo stesso in Saffo: Τὸν ϝὸν παῖδα κάλει tòn wòn pàida kálei «ella lo chiama suo proprio bambino» ;
- nonostante il fonema e il simbolo fossero già scomparsi nella lingua di Omero, si può rilevare la precedente presenza della consonante /w/ dall'esame degli esametri dattilici. Il poeta usa degli iati in una maniera che gli antichi normalmente evitavano, allunga delle sillabe normalmente brevi, azione considerata una licenza poetica. Introducendo il fonema /w/ là dove questi fenomeni accadono, permette di comprendere che si era mantenuto un ricordo di questa consonante, grazie all'esistenza di formule fisse che si utilizzano in diversi dialetti in cui /w/ si era talvolta conservata. In questo caso, si trascriverà /w/ con un digamma. Come spiega Jean Humbert:

«Sebbene l'esametro dattilico, del quale [Omero] fa uso, escluda di principio gli iati tra le vocali, sa che lo stesso iato è autorizzato in una formula come Τενέδοιό τε ἶφι ἀνάσσεις “e tu regni con forza su Tenedo”, senza dubitare che i due iati scomparirebbero se si leggesse ϝῖφι (cf. lat. uis “forza”) e ϝανάσσεις (cf. miceneo wanake = ἄνακτες “i sovrani”), riavendo così i ϝ dei quali lo ionico non ha conservato alcuna traccia»
L'allungamento di alcune sillabe si spiega in modo simile. Nonostante che il digamma non sia mai stato scritto neanche nelle edizioni più antiche di Omero, alcuni editori tuttavia lo hanno ristabilito in seguito, poiché permette un'analisi più fedele del testo ma ciò non significa che esso venisse realmente pronunciato all'epoca di Omero, e ancora meno all'epoca della fissazione scritta dell'opera (VI secolo a.C., sotto Pisistrato). Questo è il caso dell'edizione spagnola di Luis Segalá y Estalella dei testi omerici (per Editorial Voluntad, 1934), il quale scrive per esempio nel terzo verso del primo canto dell'Iliade πολλὰς δ' ἰφθίμους ψυχὰς Ἄϝιδι προΐαψε dove le altre edizioni hanno Ἄϊδι (in ionico-attico Ἅιδης al nominativo);
- nelle analisi comparative o diacroniche moderne (in questo caso, il digamma è un artificio filologico che permette di trascrivere un fonema /w/ antico quando non esiste forma attestata che lo utilizzi): «Il genitivo di πῆκυς doveva essere πήκεος [*πηκεϝος] attestato in Erodoto»[2]. Allo stesso modo, la trascrizione di testi micenei, lingua nella quale /w/ era ancora perfettamente conservato, fa uso del digamma.

È tuttavia frequente che il fonema /w/ sia stato segnalato per mezzo di altre lettere, soprattutto in caso di rinforzamento fonosintattico: si trova per esempio in Saffo l'aggettivo brádinos «flessibile» (con [b] invece che di /w/) scritto βράδινος (in ionico-attico: ῥαδινός rhadinós).

## Trasmissione nell'alfabeto latino
La lettera latina F proviene, indirettamente, dal digamma greco, per mediazione degli etruschi. In etrusco il digamma aveva mantenuto lo stesso valore che aveva nel greco arcaico, cioè un suono semiconsonantico /w/, mentre per la trascrivere la labiodentale /f/ era utilizzato il digramma FH, cioè un digamma abbinato all'aspirazione. I Latini ripresero questa scrittura, come testimoniano le epigrafi arcaiche (vedi la fibula prenestina), semplificando poi il digramma FH in F a partire dal IV secolo a.C..

## Varianti del digamma